# Mahónie
Mahónie (Berberis, syn. Mahonia) je rod rostlin patřící do čeledě dřišťálovité (Berberidaceae). Mahónie jsou dřeviny bez trnů s tuhými a lesklými lichozpeřenými listy. Listy jsou po okraji ostnité, žluté květy tvoří hrozny a zrají v modré ojíněné bobule. V minulosti byly mahónie řazeny do samostatného rodu Mahonia, který byl později sloučen s rodem Berberis (dřišťál).

## Použití
Mahónie cesmínolistá se v ČR často pěstuje jako okrasná rostlina a občas i zplaňuje. Užívá se do věnců a kytic, je vhodnou výplní k základním stálezeleným keřům. Zástupci vyšších druhů jsou krásnými solitérami.